# Pseudopsodos gemina
Pseudopsodos gemina är en fjärilsart som beskrevs av J. Peter Maassen 1890. Pseudopsodos gemina ingår i släktet Pseudopsodos och familjen mätare. Inga underarter finns listade.